# Apeira ectocausta
Apeira ectocausta là một loài bướm đêm trong họ Geometridae.